# Línia evolutiva de Spheal
Aquesta línia evolutiva de Pokémon inclou Spheal, Sealeo i Walrein.

## Spheal
Spheal és una de les espècies que apareixen a la franquícia Pokémon, una sèrie de videojocs, anime, mangues, llibres, cartes col·leccionables i altres mitjans que va ser inventada per Satoshi Tajiri i ha generat milers de milions de dòlars en beneficis per a Nintendo i Game Freak. És de tipus gel i tipus aigua. Evoluciona a Sealeo.

## Sealeo
Sealeo (トドグラー Todogurah al Japó, Seejong a Alemanya i Phogleur a França) és una de les espècies que apareixen a la franquícia Pokémon, una sèrie de videojocs, anime, mangues, llibres, cartes col·leccionables i altres mitjans que va ser inventada per Satoshi Tajiri i ha generat milers de milions de dòlars en beneficis per a Nintendo i Game Freak. Està basat, pràcticament, en una foca i un lleó (llevat dels colors).
El nom Sealeo és una mescla dels mots "sea" (mar) i "leo" (del Llatí, lleó). Mirant-s'ho d'una altra manera, "sea" pot estar ajuntat amb l'l de "leo" i, si es mira així, ens surt "seal" (foca).

## Walrein
Walrein és una de les espècies que apareixen a la franquícia Pokémon, una sèrie de videojocs, anime, mangues, llibres, cartes col·leccionables i altres mitjans que va ser inventada per Satoshi Tajiri i ha generat milers de milions de dòlars en beneficis per a Nintendo i Game Freak. És de tipus gel i tipus aigua. Evoluciona de Sealeo.